# Жибораш, Габор
Габор Жибораш (венг. Zsiborás Gábor; 12 ноября 1957, Будапешт — 7 сентября 1993, там же) — венгерский футболист, игравший на позиции вратаря. Прославился выступлениями за «Ференцварош» и сыграл в его составе 408 матчей.

## Карьера

### Клубная
Воспитанник школы клуба «Ференцварош», выступал в его детских и юношеских командах с 10 лет наравне с будущими звёздами Йожефом Хайду и Иштваном Гечи. Дебютировал в составе «фради» в сезоне 1977/1978, заняв место «первого номера» в команде, но дебютный матч оказался курьёзным для молодого вратаря: несмотря на то, что в матче был побеждён «Гонвед» со счётом 2:1, Габор забил автогол в свои ворота, после того, как мяч срикошетил от перекладины ему в спину. Сезон 1980/1981 он пропустил почти полностью из-за травмы, уступив место в воротах Ласло Какашу, но при этом стал чемпионом Венгрии. С 1983 по 1988 годы был бессменным основным вратарём «фради», сыграв 244 игры.
В 1988 году Жибораш, проиграв конкуренцию Миклошу Йоже, перешёл в МТК. Первый же матч состоялся против «Ференцвароша», в котором МТК проиграл 0:4. Тем не менее, Жиборашу в течение матча аплодировали все 20 тысяч зрителей на матче. За 4 года карьеры Габор сыграл 117 игр и, сохраняя свою форму, стал основным вратарём новой команды.

### В сборной
В сборной Венгрии провёл 4 матча:
1. 17 октября 1979, Дебрецен, против Финляндии (победа 3:1)
2. 15 мая 1983, Будапешт, против Греции (поражение 3:2)
3. 7 сентября 1983, Будапешт, против ФРГ (ничья 1:1)
4. 28 июля 1987, Лейпциг, против ГДР (ничья 0:0, на замену вышел на 46-й минуте)

Жибораш готовился в составе сборной Венгрии к квалификационному турниру Олимпийских игр в Сеуле, но из-за травмы выбыл из основного состава, уступив место Миклошу Йоже (Венгрия в итоге на турнир не попала). Последний раз вызывался к матчу против России, который был назначен 8 сентября 1993 и должен был пройти в Будапеште.

## Смерть
7 сентября 1993 на тренировке перед матчем против России Габору внезапно стало плохо. Он был госпитализирован и впал в кому, на следующий день он скончался. Точную причину смерти установить не удалось.
Место умершего Жибораша в воротах занял Золтан Вег. В перерыве встречи болельщики зажгли свечи, почтив память умершего вратаря.

## Достижения
- Чемпион Венгрии (1980/1981)
- Победитель Кубка Венгрии (1978)
- Обладатель премии Тольди (1979/1980, 1985/1986)
- Обладатель премии «Золотые ворота» (1986/1987)